# Rozen Maiden
Rozen Maiden (ローゼンメイデン Rōzen Meiden) er en manga af gruppen Peach-Pit (skaberne af DearS), med en animeserie af samme navn. Historien handler om Jun Sakurada, en ung hikikomori-dreng der er blevet udvalgt til at tjene en levende dukke ved navn Shinku, en dukke af Rozen Maiden-serien, der blev skabt af en mystisk, men ekstremt talentfuld dukkemager. Serien ser nærmere på dukkernes vaner og personligheder, samt deres rivalisering af hinanden, mens de forsøger at blive "Alice", for at kunne møde deres skaber. Juns til dels komiske, dels dramatiske oplevelser med Shinku -- samt de seks andre dukker fra Rozen Maiden-serien -- bringer ham langsomt ud af hans depression, og tilbage til den verden han havde forladt.
På TV Asahis "Top 100 Anime Ranking" fra 2006, blev Rozen Maiden nummer 9 på listen.

## Baggrundsinformation

### Historie
Jun Sakurada er en Junior High School elev, der nægter at gå i skole efter at være blevet traumatiseret af en pinlig begivenhed der fandt sted der. Han låser sig ofte inde på sit værelse, forlader aldrig huset og bruger sin tid på at bestille ting online, som han så returnerer før betalingsdatoen. Hans ældre søster, Nori Sakurada, gør alt hvad hun kan for at lysne op i Juns kedelige tilværelse, men uden held.
En dag modtager Jun et brev, der hævder, at han har vundet en præmie. Brevet beder ham om at vælge "trække op" (まきますか？ makimasu ka?) eller "ikke trække op" (まきませんか？ makimasen ka?). Der står yderligere, at efter han har truffet sin beslutning, skal han placere det i hans skrivebordsskuffe, hvorefter Holier vil hente det og tage det med sig til den åndelige verden. Til trods for sin skepsis følger han instrukserne, og opdager kort efter, at brevet er væk. Et øjeblik senere går det op for ham, at en fint detaljeret trækasse befinder sig i hans værelse. Kassen indeholder en underligt realistisk dukke i et fransk aristokratisk antræk. Jun undersøger dukken fra enhver vinkel, før han opdager nøglen og trækker dukken op. Dukken knirker, rejser sig på egen hånd, og slår ham derefter for at have behandlet hende på en sådan uforskammet måde. Hun introducerer sig selv som "Shinku, den femte Rozen Maiden dukke".
Shinku er en dukke fra den unikke Rozen Maiden-samling, og før Jun når at opfatte situationens fulde omfang angriber en klovnedukke (en bamsebjørn i mangaen) dem. Shinku lover at redde Juns liv, men kun hvis han til gengæld sværger at tjene hende som hendes "Medium". Derved får Jun overdraget ansvaret for at beskytte Shinkus "Rosa Mystica", mens hun deltager en en årtier gammel kamp med de andre Rozen Maiden dukker, om titlen som "Alice", den perfekte dukke, der kommer til at møde "Father" – dukkemageren, der kreerede Rozen Maiden-dukkerne.

### Rozen Maiden dukkerne
"Rozen Maiden" dukkerne er en samling af dukker skabt af en dukkemager ved navn Rozen, som dukkerne refererer til som "Father". Deres primære energikilde er en menneskelig vært (kaldet et "medium"), der bærer en ring der symboliserer hans bånd med dukken, men visse dukker har dog været i stand til at handle uden et medium. Ifølge Shinku, er hendes kræfter kun ved sit højeste, når hendes medium er til stede. Hver Rozen Maiden har sin egen personlighed, åndelig værge og overnaturlig evne.

### Alice Game
Rozen Maiden dukkernes tilsyneladende formål er, at deltage i "Alice Game", en dødelig konkurrence, der lover at give vinderen retten til at møde "Father" ved at blive "Alice", en pige af utrolig skønhed og perfektion, hvis ånd lever inden i "Father"; hun siges at være "mere sublim end nogen blomst, renere end nogen perle, og uden et strejf af urenhed."
Spillet består af dueller hvori dukkerne kæmper mod hinanden med deres åndelige værger og respektive evner, så som manipulation af jordbærvinstokke, samt den spirituelle energi fra deres medium. Dukken der taber duellen mister sin "Rosa Mystica", selve kræften der gør det muligt for hende at kunne bevæge sig. Taberens Rosa Mystica, der indeholder den tabende duellants minder og følelser, samles og absorberes derefter af duellens vinder. Den dukke der opnår at samle alle syv Rosa Mysticae vil blive til Alice. Spillet har stået på i mange år, mest fordi dukkerne gentagende gange har afbrudt duellerne i stedet for at kæmpe dem til ende. Shinku, den centrale dukke i serien, er bemærkelsesværdig i det at selvom hun ikke nægter at kæmpe, har hun en tro på at det er muligt at vinde spillet uden at dræbe hendes søstre: Hina Ichigo tabte Alice Game da hun tilbagetog kontrakten med hendes medium. Shinku gav derefter Hina en subkontrakt og tog ikke hendes Rosa Mystica. En dukke kan desuden ikke blive til Alice hvis hun mister sin Rosa Mystica. Nå en sådan subkontrakt laves, er energikilden dog stadig det originale menneskelige medium. Så selvom Hina trækker energi fra Shinku i duellerne, er denne energi faktisk Juns.

### N-Field og Sea of Unconsciousness
N-Field er en verden mellem verdener. Det er muligt at komme dertil gennem enhver reflekterende eller "levende" overflade, ifølge Shinku. N-Field indeholder også små drømmerverdener og sære "kaninhuller" der opstår tilfældigt. (som regel skabt af Laplaces Dæmon)
Selvom det siges at man kun kan komme dertil gennem reflekterende overflader, ser det ud til at man også kan fremtvinge en åbning på andre objekter. Drømmeverdener kan åbnes mens personen sover, ved hjælp fra Lempika eller Sui Dream (Souseiseki og Suiseiseki's kunstige ånder). De kan også findes gennem Sea of Unconsciousness, der ifølge Shinku, er lige ved siden af N-Field. Sea of Unconsciousness er et sted hvor alle verdens ubevidste sind er trukket sammen, hvilket skaber et hav af minder. Det er set at efter Souseisekis Rosa Mystica blev taget, dukkede hun op i dette hav, for at hjælpe Jun med at huske hvem han var, og hjælpe ham med at finde en vej ud. Kirakishou bor i disse steder og har evnen til at manipulere dem. Det siges også, at man er nødt til at kende sig selv for at kunne havde en form i N-Field og Sea of Unconsciousness. Ind til nu er Sea of Unconsciousness ikke blevet set i animen.

## Manga
Rozen Maiden mangaen, produceret af Peach-Pit, er blevet udgivet som serier i to forskellige magasiner: Monthly Comic Birz fra 2002 til 2007, og Weekly Young Jump fra april 2008 og videre. Den har opnået en del popularitet, blandt andet hos Japans daværende premierminister, Taro Aso, der har fået kaldenavnet "Rozen Aso" efter at være blevet set læse første bind af Birz mangaen i offentligheden, angiveligt mens han ventede i Tokyo International Airport. Aso sagde om mangaen, "Selvom den så piget ud, var jeg imponeret over at dens historie var så dyb."

### Første serie (Comic Birz)
Rozen Maiden blev udgivet som serie i Comic Birz fra september 2002 til juli 2007. De individuelle kapitler blev refereret til som "faser", af hvilke der blev udgivet omkring 43 af. Efter marts 2007 stoppede produktionen i flere måneder. Nogle mente at det formentlig skyldtes at redaktionen havde tabt Peach-Pits udkast, mens andre mente at det skyldtes en eller anden form for uoverensstemmelse mellem Peach-Pit og redaktionen. Afslutningen på Rozen Maiden blev udgivet i juli-udgaven af Birz, med en undskyldning fra Peach-Pit til læserne for den pludselige afslutning, som gjorde det til en deus ex machina. Manga'en, der indtil da bestod af syv bind, sluttede med et forkortet bind der stoppede ved fase 43. På kun 90 sider var bind 8 betydeligt tyndere end de forgående syv, der alle var på omkring 175 hver.
| Bind | ISBN                 | Udgivet                   |
| ---- | -------------------- | ------------------------- |
| 1    | Japan: 4-344-80212-8 | Japan: 24. marts 2003     |
| 2    | Japan: 4-344-80340-X | Japan: 24. december 2003  |
| 3    | Japan: 4-344-80452-X | Japan: 24. september 2004 |
| 4    | Japan: 4-344-80505-4 | Japan: 24. december 2004  |
| 5    | Japan: 4-344-80620-4 | Japan: 24. august 2005    |
| 6    | Japan: 4-344-80691-3 | Japan: 24. januar 2006    |
| 7    | Japan: 4-344-80822-3 | Japan: 24. september 2006 |
| 8    | Japan: 9784344810303 | Japan: 23. juni 2007      |

Sprog: Den første mangaserie kan udover på japansk, også fås på kinesisk, bengali, engelsk, fransk, tysk, italiensk, thai, koreansk og spansk.

#### Gentegnet manga
I henhold til udgivelsen af den anden serie af Rozen Maiden manga'en, har Young Jump annonceret produktionen af en ny udgave (新装版; "remodeled edition") af den originale mangaserie. Young Jump lovede også at udgive den nye udgaves bind på månedlig basis, og vil via Shueisha udgive i alt 8 bøger. De nye bøgers omslag bliver gyldne, og med hver af Rozen Maiden dukkerne i rækkefølge efter deres skabelse. Hver bog indeholder også et postkort. Ydermere blev der også angivet at nye farvesider bliver tilføjet.

### Anden serie (Weekly Young Jump)
I marts 2008, blev en one-shot manga med titlen Shōjo no Tsukuri-kata ("How to Make a Girl") udgivet i Japans Weekly Young Jump magasin, der kort fortalte om Shinkus skabelse. Kort efter annoncerede Peach-Pit at Rozen Maiden endnu engang ville blive udgivet, denne gang i magasinet Weekly Young Jump, et faktum der blev bekræftet i 17. april 2008 udgaven.
Den anden mangaserie – med individuelle kapitler refereret til som "fortællinger" – begyndte sin udgivelse i 20'ende udgave af Weekly Young Jump. Til trods for at være dukket op i et ugentligt magasin, fortsætter manga'en med at blive udgivet en gang om måneden, som det også var med Birz. Manga'en har endnu engang titlen "Rozen Maiden", og handler om en ældre Jun, der nu er studerende på universitetet. Juns arbejdsdag bliver pludselig afbrudt da han finder sig selv i besiddelse af et ugeblad med titlen "How to Make a Girl", der kommer med en kasse der indeholder dele fra en dukke. Han beslutter sig for at samle dukken fra de dele han har modtaget, og efter at have haft kommunikation med en mystisk person der hævder at være ham selv fra fortiden, bliver Shinku bragt til live. Serien fortsætte med at følge Juns kamp for at håndtere hans nye liv med Shinku, og bringer samtidig lys over en række af de mysterier der fulgte den pludselige afslutning af den forrige mangaserie. Det bør desuden bemærkes at denne Jun kun delvist er Jun fra den første serie. Denne Jun bor i en alternativ verden, hvor han da han modtog brevet fra Hollie, om valget mellem "trække op" og "ikke trække op", valgte "ikke trække op".
| Bind | ISBN                     | Udgivet                   |
| ---- | ------------------------ | ------------------------- |
| 1    | Japan: 978-4-08-877566-1 | Japan: 19. december 2008  |
| 2    | Japan: 978-4-08-877702-3 | Japan: 18. september 2009 |

### TV-manga
En mangaserie baseret på anime'en er også blevet udgivet. Den benytter sig af historien fra anime'en, og er i fuld farve med screenshots tilpasset manga-formatet.

## Anime

### Rozen Maiden
Den første sæson af Rozen Maiden fokuserer primært på Jun Sakuradas psykologiske rehabilitering. Han er en hikikomori, og bruger størstedelen af sin tid låst inde i sikkerhed på sit værelse, hvor han bestiller ting på Internettet. Da han en da modtager en sær ordre, finder han dog pludselig sig selv i besiddelse af en fortryllet dukke der kalder sig selv for "Shinku, den femte Rozen Maiden dukke." Til Juns mishag, sørger Shinku for at der bliver skabt et underligt bånd mellem dem, og Jun ender med at være hendes "tjener". Serien følger dem mens de møder flere Rozen Maidens, dukker der for det meste ser ud til ikke at ville andet end at have en kop te, smadre vinduer, og tegne på hans gulv med farveblyanter. I denne sæson introduceres fem dukker: Shinku, Hinaichigo, Suigintou, Suiseiseki og Souseiseki. Suigintou er den primære skurk.
Rozen Maiden's første sæson består af tolv afsnit, der første gang blev sendt fra den 7. oktober 2004 til den 23. december 2004.

### Rozen Maiden: Träumend
Den anden sæson af Rozen Maiden, med undertitlen träumend (トロイメント toroimento), har en mere mørk atmosfære. Träumend er tysk og betyder "dreaming", altså "at drømme". Afsnittene drives mere af historien, og fokusere på emne så som "Father" — skaberen af Rozen Maiden dukkerne — og den uundgåelige konklusion på "Alice Game." Jun går endnu ikke i skole igen, da han har en del arbejde han først må indhente, men studerer hjemme og på det lokale bibliotek. Han er langt mere villig og ivrig efter at forlade huset, og virker endda til at være begyndt at holde af dukken der altid følger ham. Shinku har også forandret sig, som et resultat af begivenhederne i forrige sæson, men er generelt lige så aristokratisk som altid, ved at belære Jun og straffe ham ved en vær given mulighed. Flere ikke-dukke figurer introduceres, inklusive en gådetalende, jakkesætbærende antropomorfisk kanin, og to mystiske mænd der bestyrer en dukkeforretning. Den sidste gruppe af dukker introduceres også i denne sæson: Kanaria, den anden dukke, Barasuishou, der introducere sig selv som den syvende dukke, og Kirakishou, den sande syvende dukke.
Rozen Maiden: Träumend består af tolv afsnit, der første gang blev sendt fra den 20. oktober 2005 til den 26. januar 2006.

### Rozen Maiden: Ouvertüre
Denne Rozen Maiden special på to afsnit, blev sendt den 22. december 2006 og den 23. december 2006 på TBS i Japan. Det er en kort prequel af begivenhederne i tv-serien. Ouvertüre (オーベルテューレ ōberutyūre), tysk for "opening", foregår på et tidspunkt i løbet af Träumend (sandsynligvis mellem afsnit seks og syv) og besvare vigtige spørgemål om Suigintous fortid, især dem der vedrørerende hendes rivalisering af Shinku. Størstedelen af de to afsnit, er fortalt af Souseiseki og finder sted som flashbacks til det nittende århundrede i London. Ali Project indspillede endnu engang sangen til åbningssekvensen, og som ved serien sang Kukui sluttemaet.

### Detective Kunkun – Duell Walzer OVA
Duell Walzer OVA er et afsnit af Detective Kunkun på 7 minutter. Forestillingen fremvises som en opera med tæpper, showtime buzzer og scene. Historien handler om, hvordan Detective Kunkun spolerer den onde kats plan om at stjæle en smuk diamant fra en anden figur. Dette afsnit skal vise hvordan det er at se Detective Kunkuns show, set fra Rozen Maiden dukkernes perspektiv.
"Duell Walzer OVA" består kun af et afsnit, og findes i Rozen Maiden: Duellwalzer PlayStation 2-spillet.

### Løse ender
KirakishouBarasuishou viser sig ikke at være den syvende Rozen Maiden, men snarere en kopi af hende. Den sande syvende Rozen Maiden, Kirakishou, ses kort i slutningen af det sidste afsnit af Rozen Maiden Träumend, hvor hun ser Laplace no Ma danse med to Rosae Mysticae i hendes hænder. Intet mere er blevet afsløret om Kirakishou i anime'en.
LaplaceI starten ser han ud til at støtte Enju og Barasuishou i kampen mod Rozen Maiden dukkerne, men i sidste afsnit af Rozen Maiden Träumend, undslipper han efter Barasuishous destruktion, erklærende at han for denne gang ikke er underholdt længere. Senere i afsnittet ses han danse med Kirakishou, holdende to Rosae Mysticae, der mest sandsynligt tilhørte Souseiseki og Hinaichigo. I hans optræden i Ouvertüre OVA, virker det som om, at han styrer slagets gang i Alice Game, i det han kan tvinge dukkerne tilbage i deres kufferter, når de nuværende Alice Game deltagere opsiger deres kontrakter med deres mediumer.
FatherI slutningen af Rozen Maiden Träumend viser det sig at Enju ikke er manden der kendes som Rozen, eller "Father", men blot hans jaloux lærling, der forsøger at skjule Rozens kunst. For at opnå sit mål, skaber Enju Barasuishou for at tilintetgøre Rozen Maiden dukkerne, og derved blive til Alice. Det lykkes Barasuishou at slå størstedelen af Rozen Maiden dukkerne og kommer i besiddelse af alle deres seks Rosae Mysticae. Men da hun ikke er en rigtig Rozen Maiden, kan hun ikke holde Rosae Mysticae og ender med at smuldre væk i Enjus arme. Derefter viser den sande "Father" sig, og genopliver alle Rozen Maiden dukkerne, med undtagelse af Souseiseki og Hinaichigo, da de blev besejret på ærlig vis. Han fortælle derpå Shinku, at der findes en anden måde at blive Alice, uden at spille det dødelige spil, og at det er op til hende at finde ud af hvordan. Han betror hende også opgaven at "finde en løsning" hvad angår Souseiseki og Hinaichigo. Serien slutter kort efter, uden svar på nogen af gåderne.
Rozens KræfterDet vides at Enju og Rozen besidder evnen til at bringe dukker til live, og at Shirosaki, eller mere præcist Laplace, kan ændre sit udseende og flytte sig fra og til N-Field efter behag. I Slutningen af Rozen Maiden, var Jun i stand til at sætte Shinkus arm på igen, ved hjælp af magi. Suigintou fortæller, at kun en Maestro (refererende til Rozen) besidder sådanne kræfter. Shinku fortæller dog også at Jun kan gøre hvad han vil i hans verden. Jun er tydeligvis ikke Rozen, men hans ekspertise med syning var tidligere i serien i stand til at bringe en dukke tilbage til live, hvilket kunne antyde at Jun har magiske kræfter med potentielle til at være lig Rozens.

## Anime- og manga-forskelle
Anime'en og Manga'en har betydelige forskelle, inklusive forskellige historier, figurer og rækkefølge af begivenheder.

### Historie og figurer
- Mens anime'en første sæson viser Shinku som ekstremt seriøs og fattet, ses hun ofte i afslørende og underholdende situationen i manga'en, illustreret med en simple udgave af hendes ansigt.
- Souseisekis herre I anime'en er en gammel man, der bruger hende som en erstatning for hand døde søn. I manga'en er Souseisekis herrer en rig og bitter gammel mand, der vil have hævn på en kvinde der tog hans tvillingebror fra ham mange år tidligere; dagen hvor de flygtede, blev de uheldigvis fanget i en storm til søs, og tvillingebroren overlevede ikke. Derfor beskylder Souseisekis herrer sin brors forlovede for at være skyld i hans død.
- I første afsnit af anime'en, og i første kapitel af manga'en, sender Suigintou en dukke for at dræbe Jun da Shinku først ankommer. I anime'en er dukken en klovn, mens den til gengæld er en bamse ved navn "Bu Bear" (クマのブさん Kuma no Bu-san).
- I manga'en ødelægger Suigintou Bu Bear efter at den har fejlet sin opgave, men efterlader resterne af den på Juns værelse. I anime'en bliver klovnen ødelagt da den beskytter Shinku fra Suigintous angreb. I begge situationer lykkes det Jun at bringe den tilbage til live.
- Barasuishou, Enju, Shibasakierne, Shirosaki, Sara og Yamamoto-kun eksistere ikke i mangaen.
- I manga'en trækker Jun sig ud af skolen af ydmygelse, efter at være blevet afsløret som designeren af en kjole til klassens skønhed; han havde tidligere stærkt benægtet, at kunne lide at designe mode til piger. I anime'en trækker Jun sig ud af skolen, da alle i hans klasse begynder at hviske bag hans ryg om, hvordan han klarede sig dårligt til en test — højst sandsynligt en adgangstest til en eftertragtet junior high school. Dette var traumatisk for Jun, da han var anset for at være et akademisk geni.
- I anime'en tabe Hinaichigo Alice Game, da "Father" fjerner forbindelsen mellem hende og Shinku; Shinku havde skabt forbindelsen efter hun besejrede Hinaichigo tidligere, sådan at hun kunne bruge Jun som sit medium. I manga'en bliver Hinaichigos krop taget med magt, og overtaget af Kirakishou i N-Field. I begge versioner modtager Shinku Hinaichigos Rosa Mystica.
- I manga'en stjæler Suigintou Souseiseki Rosa Mystica efter hun ofre sig selv for sin herres bedste. I anime'en bekæmper Suigintou Souseiseki i kamp, og vinder Souseisekis Rosa Mystica.
- I det femte bind af manga'en viser "Father sig at være Greven af St. Germain. I anime'en er der til dato ikke blevet givet nogen spor om "Father"s sande identitet.

## Medier

### CD'er
En lang række Rozen Maiden CD'er er blevet udgivet, hvoraf størstedelen er Drama CD'er og originale soundtracks.

### DVD'er
Geneon licenserede Rozen Maiden, og udgav hele første sæson på DVD. Første DVD indeholdt 4 afsnit, og blev udgivet den 29. maj 2007 med officielle engelske undertekster. De sidste 8 afsnit blev udgivet på to andre DVD'er ('Maiden War' og 'War of the Rose'). DVD specieludgaven kommer med en æske i bomuldsfløjl. Geneons Rozen Maiden-licens blev annonceret gennem en unik "Gæt Geneon Licensen"-konkurrence via Anime News Network. Konkurrencen blev udført ved at deltagerne skulle finde en række spor i et engelsk podcast.
Anden sæsons første DVD, 'Puppet Show', blev udgivet den 23. oktober 2007. De to efterfølgende DVD'er, 'Revival' og 'The Alice Game' var planlagt udgivet i december samme år, men blev udsat da Geneon trak sig fra det Nordamerikanske DVD marked. Geneon Entertainment og Funimation Entertainment annoncerede den 3. juli 2008 en aftale om at udgive specielt udvalgte titler i Nordamerika. Til trods for at Geneon Entertainment beholdt sin licens, fik Funimation Entertainment eksklusivt rettighederne til at producere, reklamere, sælge, og udgive vise af titlerne. Rozen Maiden og Rozen Maiden Traumend var to af en række titler involveret i aftalen.
Tokyopop Tyskland udgav hele første sæson på DVD, og den første Träumend DVD var originalt planlagt udgivet i marts 2008, men blev på grund af en stigning af illegale downloads, samt et faldende salg af anime DVD'er, ikke udgivet.
Kaze, en anime udgiver i Frankrig, licenserede anime'en, og udgav både første og anden sæson, samt OVA'en.

### Computerspil
- i-Mode Rozen Maiden (iアプリゲーム ローゼンメイデン)

i-Mode Rozen Maiden blev udgivet den 2. februar 2005 af Konami, til mobiltelefon. Spillet er et adventurespil i visual novel-stil, med et tur-baseret kampsystem. Spillets historie bygger på anime'ens, og er delt op i 10 afsnit. Alle afsnittene har samme titel som det tilsvarende animeafsnit, hvoraf afsnittene "Ori" (檻 Das Gefängnis) og "Unmei" (運命 Schicksal) dog ikke er inkluderede i spillet.
- Rozen Maiden: Duellwalzer (ローゼンメイデン ドゥエルヴァルツァ) (CERO: A)

Duellwalzer er det først officielle Rozen Maiden-spil til PlayStation 2. Det blev udgivet i Japan den 27. april 2006, af Taito. Spillet er et adventure-skydespil i visual novel-stil. Spillet blev i første omgang udgivet i en såkaldt "Limited Edition", hvor der ud over spillet også fulgte et lommeur med en silhuet af Shinku i baggrunden med. Den 15. marts 2007 genudgav Taito spillet under sin "Taito Best"-serie af billige spil.
- Rozen Maiden: Gebetgarten (ローゼンメイデン ゲベートガルテン) (CERO: A)

Gebetgarten er det andet officielle Rozen Maiden-spil til PlayStation 2. Ligesom sin forgænger blev det udgivet af Taito i Japan, med udgivelsesdato den 22. marts 2007. Spillet er et adventure-kampspil i visual novel-stil. Spillet blev i første omgang udgivet i en såkaldt "Limited Edition", hvor der ud over spillet også fulgte et lommeur med en siluette af Suigintou i baggrunden med.

### Bøger
Der er blevet udgivet flere Rozen Maiden artbooks. De mest bemærkelsesværdige er Rozen Maiden Entr'acte, Rozen Maiden ERINNERUNG, og to romaner ved navn Die Romane der Rozen Maiden – Schwarzer Wind og Die Romane der Rozen Maiden – Kalkgrun Augen. 

### Dukker
De to mode dukkefirmaer, Jun Planning and Volks, har begge udgivet en serie af Rozen Maiden dukker. Planning dukkerne er baseret på deres Pullip og Dal Doll modeller. Volks' Rozen Maiden-inspirerede design blev udgivet som Super Dollfies.

### Officielle sider
- Peach-Pit Arkiveret 9. juli 2008 hos  Wayback Machine Skaberne af Rozen Maiden (japansk)
- Rozen Maiden Officiel anime hjemmeside for første sæson (japansk)
- Rozen Maiden: Träumend Officiel anime hjemmeside for anden sæson (japansk)
- Rozen Maiden: Ouvertüre Officiel anime hjemmeside for Ouvertüre (japansk)
- Rozen Maiden: Duellwalzer Officiel hjemmeside for Duellwalzer (PlayStation 2-spil) (japansk)
- Gentosha Comics Udgiver af Comic Birz (japansk)
- Tokyopop Arkiveret 17. februar 2007 hos  Wayback Machine Engelsksproget mangaudgiver (engelsk)
- Geneon Officiel Rozen Maiden Anime hjemmeside Arkiveret 21. november 2008 hos  Wayback Machine fra Little Airplane Productions (engelsk)
- Tokyopop Arkiveret 4. marts 2007 hos  Wayback Machine Tysksproget anime og manga udgiver (tysk)

### Databaser
- Rozen Maiden (anime) i Anime News Network's Encyklopædi (engelsk)
- Rozen Maiden: Träumend (anime) i Anime News Network's Encyklopædi (engelsk)
- Rozen Maiden (manga) i Anime News Network's Encyklopædi (engelsk)
- Rozen Maiden på Internet Movie Database (engelsk) (engelsk)